# Iraj Rad
Iraj Rad (en persan ایرج راد), de son vari nom Akbar Hassani Rad, né en 1945 à Téhéran est un acteur iranien. Il a fait ses études de théâtre à la faculté des Beaux-Arts de l'Université de Téhéran et à l’Université de Cardiff au pays de Galles.

## Carrière
En 1949, à la suite de certaines représentations théâtrales pour des enfants, il a participé dans les cours de l'art de dialogue et de doublage de Mahin Dayhim. Plus tard, il a fait partie de deux groupes connus de théâtre à Téhéran, Mitra et Mehr. Depuis 1963, Il a joué dans un grand nombre de pièces de théâtre entre autres : Baran Saz, Inspecteur, Les soldats, etc. Ses activités théâtrales continueront avec la mise en scène de quelques pièces connues : Docteur Fastous, Immigrants, etc. Ensuite, il se lance dans le cinéma et la télévision. Son interprétation dans la série télévisée Amir Kabir lui a valu l'acclamation des téléspectateurs ainsi que des critiques.    

## Filmographie
- Le Facteur, 1972
- Le Cycle, 1975
- Ejareh-Neshinha  (Les Locataires): M. Tavassoli, 1986
- La Moitié du monde, 1992
- Passion de l’amour, 1999
- Une bougie au vent, 2003
- Madáre Sefr Darajeh  de Hassan Fathi, Série télévisée, 2007
- Amir Kabir : Nasseraddin Shah, Série télévisée